# Překlady slovanských literatur
Překlady slovanských literatur (polsky Przekłady Literatur Słowiańskich) jsou polský časopis, vzniklý v roce 2009 v Ústavu slovanské filologie na Filologické fakultě Slezské univerzity v Katovicích, nejprve jako kontinuálně vydávaná publikace. V rámci jiho- a západoslovanských jazyků je časopis věnován otázkám uměleckého překladu, jež jsou viděny z perspektivy teoretické, literárněhistorické i kulturněhistorické.
Od roku 2017 je šéfredaktorem doc. Lešek Malčák (docent Ústavu slovinské filologie na Filozofické fakultě Slezské univerzity), který nahradil prof. Božena Tokaž (šéfredaktorka 2009–2016, zakladatelka) – plný profesor na Ústavu slovinské filologie na Filozofické fakultě Slezské univerzity.

## Informace o časopise
Soustřeďují se rovněž na registraci edic a recepci překladů, jakož i na bádání týkající se 
- specifik překladu mezi příbuznými jazyky,
- překladu jedné kultury do jiné prostřednictvím literatury jako média,
- úloze překladu v komparatistickém bádání.[1]

Vzhledem k podvojnému typu výzkumu, jež je založen na studiu dokumentárním a sociologickém (bibliografie překladů slovanských literatur do polštiny a polské literatury do slovanských jazyků a jejich recepce) a kritickém a interpretačním (sloužícím teoretickému zevšeobecnění), bývají jednotlivé svazky vydávány ve dvou částech.

## Struktura
Každý svazek se skládá ze dvou částí: problémové a bibliografické v oblasti překladů polsko-slovanských (polské literatury do následujících jazyků: bulharština, chorvatština, čeština, makedonština, srbština, slovenština a slovinština) a slovansko-polských (ze slovanských literatur do polštiny) a z bibliografie překladů publikovaných po roce 1990 (bibliografie zahrnující předcházející léta bude doplňována později).

## Úkoly časopisu
Cílem publikací, prvních svého druhu ve slavistickém prostředí (s výjimkou rusistického), je najít rozdíly, shody i cesty vzájemného dialogu mezi slovanskými kulturami a poskytnout základy pro slovanskou komparatistiku.
Slovanští sousedé, a to i navzdory jazykové příbuznosti, zůstávají vedle sebe velice často vzájemně neznámí a vzdálení. Vzhledem k fungování slovanských literatur v mezikulturní komunikaci, podmíněné politicky, společensky i umělecky, velmi často autoři přivádějí do okruhu svých zájmů třetí – neslovanskou kulturu.
Časopis Překlady slovanských literatur se rozvíjí ve spolupráci s polským překladatelským prostředím (mezi jinými Krakov, Poznaň, Vratislav, Bielsko-Bialá) i se středisky zahraničními (Bulharsko, Chorvatsko, Česká republika, Makedonie, Srbsko, Slovensko, Slovinsko). Patří mezi recenzované časopisy s celostátní působností, vzbuzuje zájem v zahraničních univerzitních střediscích. Otiskuje texty napsané v polštině i v jiných jazycích, zejména slovanských.Všechny cizojazyčné články mají dvě jazykové verze – originální i přeloženou, s ohledem na polského čtenáře. Ke každému článku bývají připojeny dva abstrakty (v angličtině a ve slovanském jazyce, jehož literatury a kultury se daný text týká) a klíčová slova v jazyce anglickém a příslušném jazyce slovanském.